# Regionalización en América
La regionalización en América consiste en la constitución de una serie de grupos o bloques de países de América, implementan una serie de acciones e iniciativas, con la finalidad de fortalecer su competitividad y economías, y proveer de mej vamos lau ctm que hoy ganamos  de países o grupos de países que no pertenecen al bloque.
En el continente americano, se han conformado los siguientes grupos regionales, existiendo además numerosos tratados bilaterales entre distintos países:
- Caricom (Comunidad del Caribe): creado en 1973, sus miembros son Antigua y Barbuda, Bahamas, Barbados, Belice, Dominica, Granada, Guyana, Haití, Jamaica, Montserrat, Santa Lucía, San Cristóbal y Nieves, San Vicente y las Granadinas, Surinam y Trinidad y Tobago.

- Comunidad Andina de Naciones (CAN): creada en 1969, sus miembros son Perú, Bolivia, Ecuador y Colombia. Chile se retiró en 1976 y Venezuela se retiró en 2006.

- Mercosur: creado en 1991, sus miembros son Argentina, Brasil, Paraguay, Uruguay y Venezuela.

- Tratado de Libre Comercio de América del Norte (NAFTA): creado en 1992, sus miembros son Canadá, Estados Unidos y México.

- Sistema de la Integración Centroamericana (SICA): creado en 1991, sus miembros son El Salvador, Costa Rica, Guatemala, Honduras, Nicaragua y Panamá.

Para lograr su objetivo estos grupos, se concentran entre otros temas en buscar la complementación e integración de sus actividades económicas, favoreciendo los intercambios comerciales entre los países socios, para ello trabajan sobre la reducción de barreras aduaneras, arancelarias y administrativas que pueden entorpecer los flujos comerciales entre ellos.